# Incisocalliope newportensis
Incisocalliope newportensis is een vlokreeftensoort uit de familie van de Pleustidae. De wetenschappelijke naam van de soort is voor het eerst geldig gepubliceerd in 1959 door J.L. Barnard.